# Home (album Procol Harum)
Home – czwarty album studyjny angielskiego zespołu rockowego Procol Harum, wydany w 1970 roku przez wytwórnie Regal Zonophone (Wielka Brytania) i A&M (Stany Zjednoczone).

## Lista utworów
Opracowano na podstawie materiału źródłowego.
Wydanie LP:
Strona A
| Nr | Tytuł utworu                 | Słowa      | Muzyka       | Długość |
| -- | ---------------------------- | ---------- | ------------ | ------- |
| 1. | „Whisky Train”               | Keith Reid | Robin Trower | 4:31    |
| 2. | „The Dead Man’s Dream”       | Keith Reid | Gary Brooker | 4:45    |
| 3. | „Still There’ll Be More”     | Keith Reid | Gary Brooker | 4:57    |
| 4. | „Nothing That I Didn’t Know” | Keith Reid | Gary Brooker | 3:38    |
| 5. | „About to Die”               | Keith Reid | Robin Trower | 3:35    |
|    |                              |            |              | 21:26   |

Strona B
| Nr | Tytuł utworu      | Słowa      | Muzyka       | Długość |
| -- | ----------------- | ---------- | ------------ | ------- |
| 1. | „Barnyard Story”  | Keith Reid | Gary Brooker | 2:44    |
| 2. | „Piggy Pig Pig”   | Keith Reid | Gary Brooker | 4:46    |
| 3. | „Whaling Stories” | Keith Reid | Gary Brooker | 7:06    |
| 4. | „Your Own Choice” | Keith Reid | Gary Brooker | 3:08    |
|    |                   |            |              | 17:44   |

## Twórcy
Opracowano na podstawie materiału źródłowego.
Muzycy:
- Gary Brooker – śpiew, fortepian
- Chris Copping – organy, gitara basowa
- Robin Trower – gitara
- B.J. Wilson – perkusja
- Keith Reid – teksty

Produkcja:
- Chris Thomas – produkcja muzyczna
- Jeff Jarratt – inżynieria dźwięku
- Dickinson – projekt oprawy graficznej
- David Bailey – fotografie